# Сергеевка (Клинцовский район)
Сергеевка — поселок в Клинцовском районе Брянской области, в составе Смотровобудского сельского поселения.

## География
Находится в западной части Брянской области на расстоянии приблизительно 4 км на юг-юго-восток по прямой от железнодорожного вокзала станции Клинцы.

## История
Известен с 1950-х годов.

## Население
Численность населения: 15 человек (2002), 8 человек (2010), 6 человек (2013).
Будет упразднен как фактически не существующий в связи с переселением всех жителей на постоянное место жительства в другие населённые пункты